# Meisserita
La meisserita és un mineral de la classe dels sulfats. Rep el nom en honor de Nicolas Meisser (n. 1964), mineralogista suís i conservador de mineralogia i petrografia del Museu Cantonal de Geologia de Lausana, Suïssa.

## Característiques
La meisserita és un sulfat de fórmula química Na₅(UO₂)(SO₄)₃(SO₃OH)(H₂O). Va ser aprovada com a espècie vàlida per l'Associació Mineralògica Internacional l'any 2013. Cristal·litza en el sistema triclínic. La seva duresa a l'escala de Mohs és 2. És una espècie relacionada estructuralment amb la fermiïta.
Segons la classificació de Nickel-Strunz, la meisserita pertany a «07.EC: Uranil sulfats amb cations de mida mitjana i grans» juntament amb els següents minerals: cobaltzippeïta, magnesiozippeïta, niquelzippeïta, natrozippeïta, zinczippeïta, zippeïta, rabejacita, marecottita, sejkoraïta-(Y) i pseudojohannita.
Les mostres que van servir per a determinar l'espècie, el que es coneix com a material tipus, es troben conservades a les col·leccions del Museu Mineralògic Fersmann, de l'Acadèmia de Ciències de Rússia, a Moscou (Rússia), amb el número de registre: 4410/1, a les col·leccions mineralògiques del Museu d'Història Natural del Comtat de Los Angeles, a Los Angeles (Califòrnia).

## Formació i jaciments
Va ser descoberta a la mina Blue Lizard, situada al Red Canyon, dins el comtat de San Juan (Utah, Estats Units), on es troba com a mineral secundari format per la meteorització de l'uraninita. Aquesta mina estatunidenca és l'únic a tot el planeta on ha estat descrita aquesta espècie mineral.